# Гірська вулиця (Київ)
Гірська́ ву́лиця — зникла вулиця, що існувала в Жовтневому, нині Солом'янському районі міста Києва, місцевість Караваєві дачі. Пролягала від вулиці Тетяни Яблонської (тоді — вулиця Землячки) до Польової вулиці.

## Історія
Вулиця виникла в 1-й половині XX століття під назвою 447-ма Нова. Назву Гірська вулиця набула 1944 року.
Ліквідована наприкінці 1970-х — на початку 1980-х років у зв'язку зі зміною забудови та частковим переплануванням місцевості.